# شهرداری تسقالتوبو

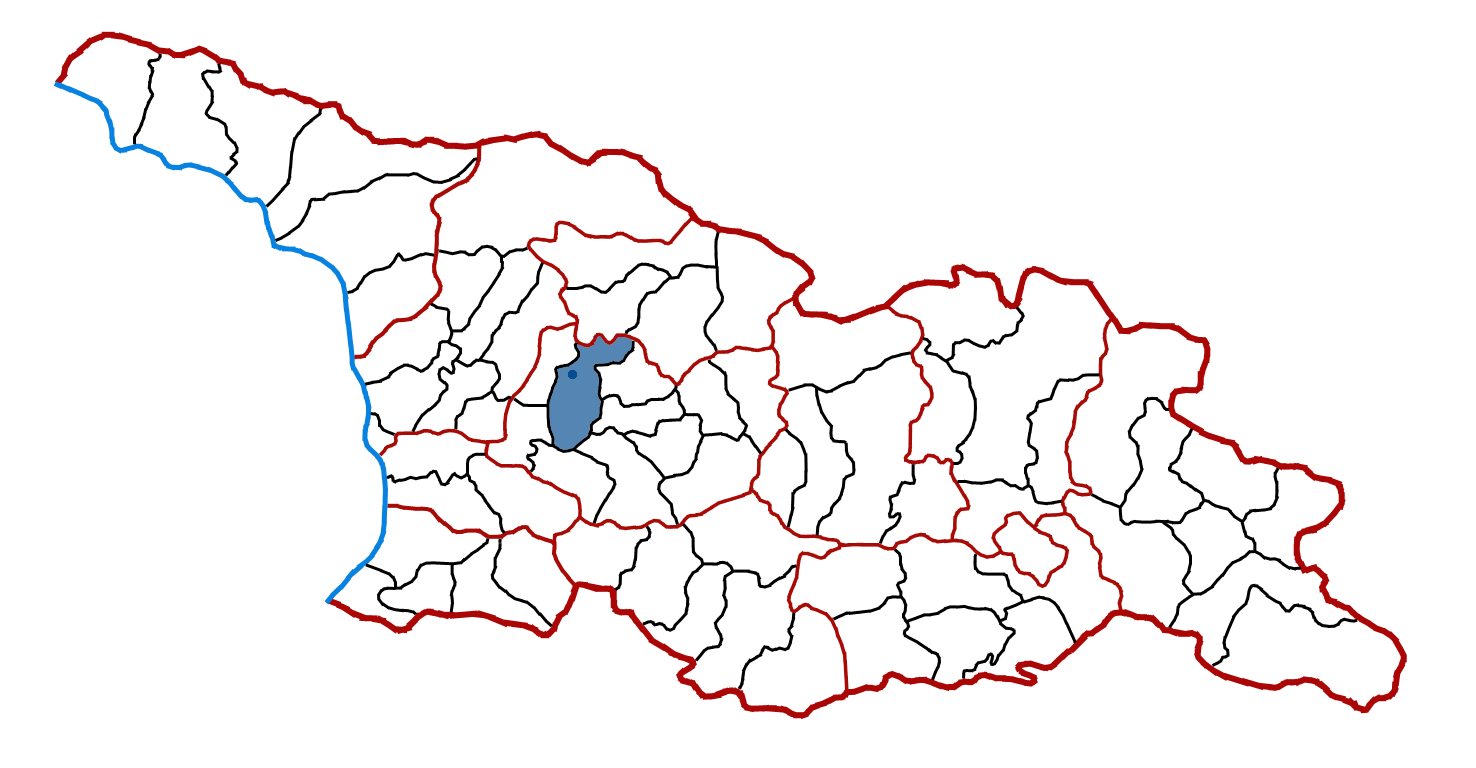
شهرداری تسقالتوبو

شهرداری تسقالتوبو (گرجی: წყალტუბოს მუნიციპალიტეტი) یکی از شهرداری‌های گرجستان در استان ایمرتی است. مرکز اداری آن تسقالتوبو است.
جمعیت: ۵۶۸۸۳ (سرشماری سال ۲۰۱۴)
مساحت: ۶۳۲ کیلومتر مربع.